# Willem Keetman

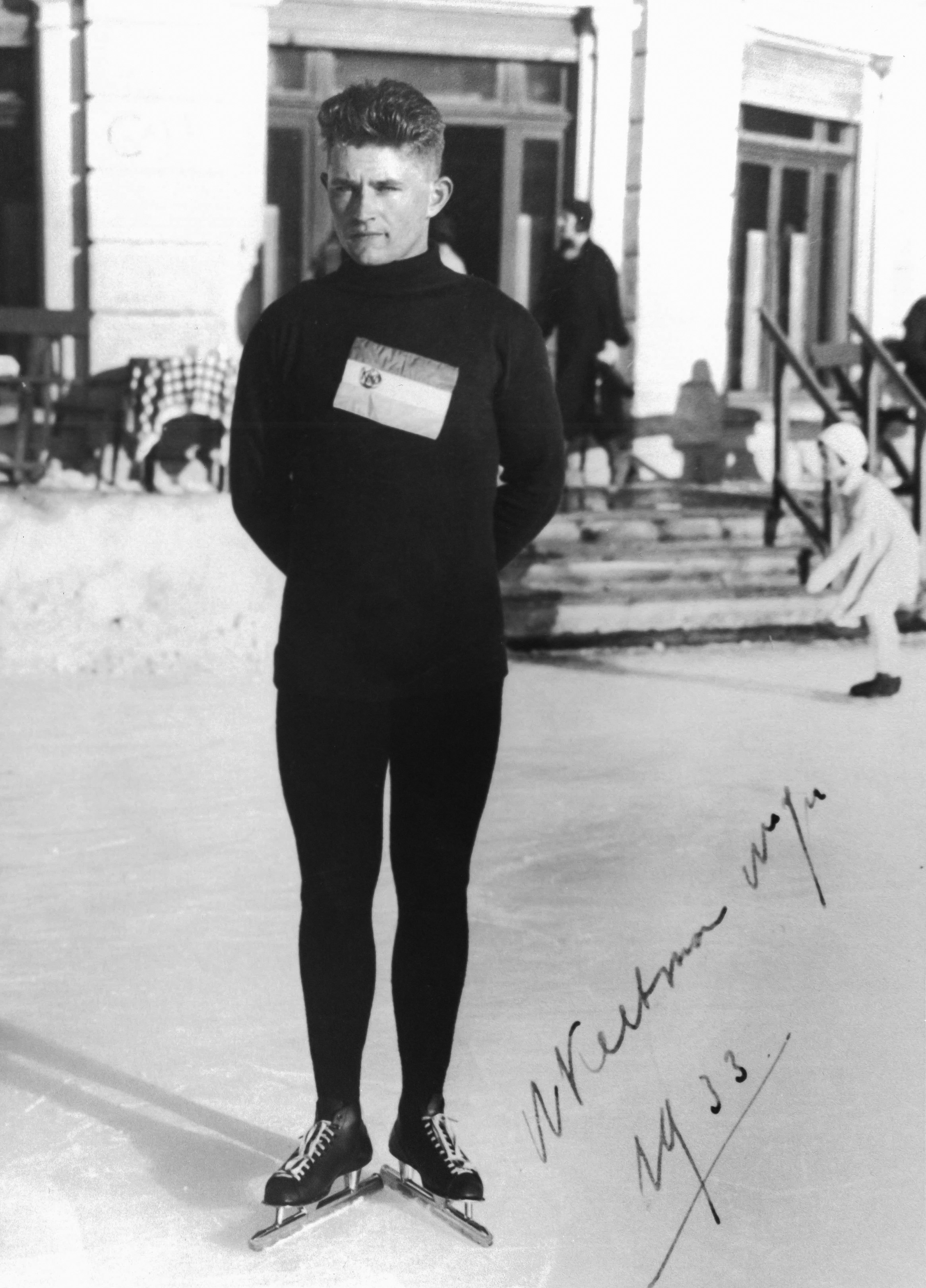
Willem Keetman te Davos 1933

Willem Keetman (Winkel, 10 augustus 1910 - Alkmaar, 14 juli 1940) was een Nederlands amateurschaatser. Van beroep was hij veehouder in Winkel.
In 1929 won Keetman de nationale wedstrijden voor amateurs op de Zaan. In 1931 werd hij door de KNSB afgevaardigd voor de internationale wedstrijden in Engelberg, waar hij de best geklasseerde Nederlander werd. Bij thuiskomst in Winkel werd hij gehuldigd. In 1932 en 1933 werd hij kampioen van Noord-Holland. In de winter van 1932/33 werd Keetman door de KNSB uitgezonden naar de wedstrijden in Davos. Keetman won enkele malen de Rijd-Beker. In januari 1940 kon hij zijn Rijd-Beker niet meer verdedigen, aangezien hij beroepsrijder was geworden.
Keetman overleed in juli 1940, op negenentwintigjarige leeftijd, na een kort ziekbed in het ziekenhuis in Alkmaar. Hij werd begraven in Winkel.

## Trivia
- In 1933 haalde hij de krant met de geboorteaangifte van zijn zoon Willem, aangezien in de geboorteakte de naam Willem Keetman viermaal voorkwam; naast de baby en zijn vader, ook de grootvader en de overgrootvader van het kind, die als getuigen optraden.[14]